# Senetářov
Senetářov (deutsch Senetarz, auch Zinnholz) ist eine Gemeinde in Tschechien. Sie liegt zwölf Kilometer östlich von Blansko und gehört zum Okres Blansko.

## Geographie
Senetářov befindet sich am Rande der Hochebene des Drahaner Berglandes. Im Dorf entspringt der Bach Senetářovský potok. Im Westen erstreckt sich der Mährische Karst. Nördlich erhebt sich der Kojál (600 m), im Süden die Malina (571 m) und der Lipový kopec (561 m). Östlich liegt die Wüstung Schreynern, im Süden die Wüstungen Vilémov und Bystřec und südwestlich die Wüstung Budkovany.
Nachbarorte sind Lipovec im Norden, Marianín und Krásensko im Nordosten, Podomí,  Ruprechtov und Pastviny im Südosten, Říčky, Rakovec, Bukovinka und Bukovina im Süden, Jedovnice im Südwesten, Kotvrdovice im Westen sowie Krasová und Ostrov u Macochy im Nordwesten.

## Geschichte

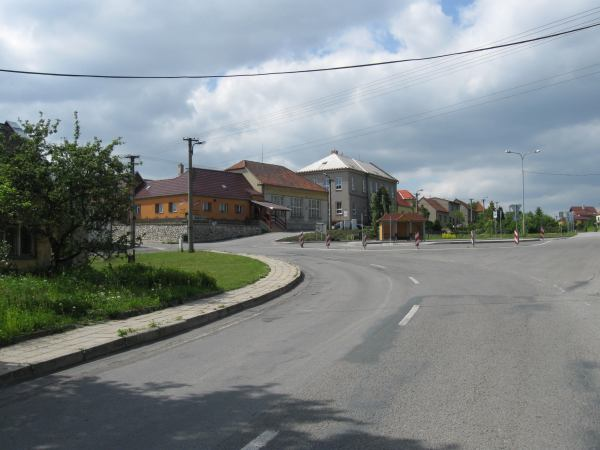
Ortsansicht

Das Dorf wurde wahrscheinlich in der zweiten Hälfte des 13. Jahrhunderts im Zuge der Kolonisation der Gegend durch die Herren von Čeblovice, die sich später von Hohlenstein nannten, als Waldhufendorf gegründet. Die ersten Siedler waren Deutsche. Erstmals urkundlich erwähnt wurde das zur Herrschaft Hohlenstein gehörige Dorf Czynolz 1349 in der Landtafel bei der Eintragung des vor 1321 erfolgten Verkaufs des größten Teils der Herrschaft durch Čeněk von Leipa an Wok/Vok, der dem mährischen Geschlecht der Hrut entstammte und den eigenständigen Stamm der Herren von Holstein begründete. Die deutsche Besiedlung erlosch im 14. Jahrhundert. Als Wok II. von Holštejn 1371 in der Landtafel seine Güter eintragen ließ, wurde das Dorf bereits mit dem tschechischen Namen Senotitz bezeichnet. Sein Sohn Wok III. teilte die Güter noch zu Lebzeiten mit seinem Sohn Wok IV., der seinen Sitz auf Lipovec nahm und auch das Prädikat Wok von Lipovec gebrauchte. Im Jahre 1406 wurde der Ort  Senotarzov genannt. Wok IV. fiel 1420 in der Schlacht bei Vyšehrad. Während der Hussitenkriege wurde die Gegend verwüstet. 1437 verkaufte Wok V. die Herrschaft an Hynek von Waldstein. Später erwarb Wok V. zumindest einen Teil der Herrschaft zurück. 1455 verkaufte er den nördlichen Teil mit der Burg und dem Städtchen Holštejn, den Dörfern Ostrov, Kulirzow, Senotarzov und Lipovec sowie dem wüsten Dorf Housko an Půta von Sovinec auf Doubravice. Seit 1464 war der Ortsname Senotarz gebräuchlich. 1474 erbten die Brüder Jindřich, Zikmund, Jan und Heralt von Sovinec und Doubravice die Güter. Sie verkauften den Besitz 1483 an Dobeš Černohorský von Boskowitz. Ab 1567 gehörte das Dorf zu den Besitzungen von Bernard Drnovský von Drnovec. Er vereinte die Güter Jedownitz und Raitz zu einem Dominium. Zum Ende des 16. Jahrhunderts verödete die Gegend infolge einer verheerenden Pestepidemie. Im Laufe des 17. Jahrhunderts wuchs Senetarz stark an.  Zu dieser Zeit wurden auch die Fluren des erloschenen Dorfes Bystřec mit der Hälfte von Podomí angeschlossen. Das Geschlecht Drnovský starb 1667 mit Johanka von Rogendorf gänzlich aus und die Besitzungen fielen ihrem Sohn Johann Christian von Rogendorf zu. Die Reichsgrafen zu Rogendorf und Mollenburg besaßen die Herrschaft bis 1763. Danach erwarb Anton Josef Altgraf zu Salm-Reifferscheidt den Besitz. Das älteste Ortssiegel stammt aus dem Jahre 1749 und trägt in die Inschrift Sigel des Dorfes Sonitars Gerich. Bis zur Mitte des 19. Jahrhunderts blieb Kulířov immer der Herrschaft Raitz untertänig, Besitzer waren die Grafen Salm-Reifferscheidt-Raitz.
Nach der Aufhebung der Patrimonialherrschaften bildete Senetař/Senetarz ab 1850 eine Gemeinde in der Bezirkshauptmannschaft Boskowitz. Zum Ende des 19. Jahrhunderts entstand der heutige Ortsname Senetařov. Während der deutschen Besetzung trug die Gemeinde zwischen 1939 und 1945 den ursprünglichen Namen Zinnholz. 1940 erfolgte der Beschluss zur Erweiterung des Schießplatzes Wischau zu einem großen Truppenübungsplatz der Wehrmacht. Zu den 33 für die Errichtung des Truppenübungsplatzes Wischau zu räumenden Dörfern gehörte in der letzten bis 1944 zu realisierenden Etappe auch Senetářov. 1943 erfolgten die ersten Aussiedlungen. In den 133 Häusern des Ortes lebten zu dieser Zeit 708 Menschen. Die meisten der Vertriebenen kehrten nach Kriegsende zurück. 1948 wurde Senetařov dem Okres Blansko zugeordnet. Auf dem nahe gelegenen Hügel Kojál entstand zwischen 1956 und 1958 ein Sendeturm für Fernsehen und Rundfunk. Gepfarrt ist das Dorf nach Jedovnice.

## Gemeindegliederung
Für die Gemeinde Senetářov sind keine Ortsteile ausgewiesen.

## Sehenswürdigkeiten
- Filialkirche St. Josef, erbaut zwischen 1968 und 1971 als Ersatz für die alte St.-Josef-Kapelle, die dem Straßenbau weichen musste, ihre Weihe zur Kirche erfolgte erst nach der samtenen Revolution am 7. Juli 1991
- Museum der Perlmuttwarenerzeugung und des traditionellen Wohnens, in einem alten Bauerngehöft im Ortszentrum
- Sender Kojál mit 339,5 m hohem Sendemast auf der gleichnamigen Kuppe nördlich des Dorfes

## Söhne und Töchter der Gemeinde
- Alois Král (1877–1972), mährischer Speläologe und Entdecker der Demänováer Freiheitshöhle in der Niederen Tatra
- Josef Vintr (* 1938),  österreichischer Bohemist und  Slawist